# Wilhelm Thiele
Wilhelm Thiele (10 de mayo de 1890 - 7 de septiembre de 1975) fue un director y guionista cinematográfico austroestadounidense.

## Biografía
Nacido en Viena, en la actual Austria y entonces parte del Imperio austrohúngaro, su verdadero nombre era Wilhelm Isersohn. Cursó estudios en el Conservatorio de Viena y obtuvo una beca para el Burgtheater como escenógrafo. Seguidamente entra en escena en 1909 en Karlovy Vary y en Stuttgart, tomando el nombre artístico de Wilhelm Thiele. Durante la Primera Guerra Mundial sirvió en el ejército alemán en un regimiento de infantería, donde montaba revistas. 
Tras la guerra trabajó en el Volkstheater de Munich como director de escena. Su carrera como director comenzó en 1923 rodando comedias ligeras. Su primer gran éxito fue Drei von der Tankstelle, Die (1930), primera comedia musical del cine alemán. En esa época, además, rodó varias cintas en Francia en lengua francesa, entre ellas Le Bal (1931). 
De origen judío, hubo de abandonar Alemania en 1933 a causa de las leyes raciales, viajando a Inglaterra y después a Hollywood, Estados Unidos, donde vivió a partir de 1936. Rodó The Jungle Princess, con Dorothy Lamour, Ray Milland y Akim Tamiroff, y dirigió a Johnny Weissmuller en dos filmes de Tarzán, uno de ellos una producción contra el régimen nazi, aunque sin el éxito obtenido en otras ocasiones. En 1949 enfocó su carrera a la televisión.
Wilhelm Thiele falleció en Woodland Hills (Los Ángeles), California (Estados Unidos), en 1975. Fue enterrado en el Cementerio Hollywood Forever de Los Ángeles.

## Filmografía
- 1923 : Totenmahl auf Schloß Begalitza, Das
- 1923 : Fiat Lux
- 1927 : Orientexpress
- 1927 : Selige Exzellenz, Die
- 1927 : Anwalt des Herzens, Der
- 1928 : Dame mit der Maske, Die
- 1928 : Hurrah! Ich lebe!
- 1929 : Modell vom Montparnasse, Das
- 1930 : Liebeswalzer
- 1930 : Drei von der Tankstelle, Die
- 1931 : La Fille et le garçon
- 1931 : Dactylo
- 1931 : Le Bal
- 1932 : L'Amoureuse Aventure
- 1932 : Zwei Herzen und ein Schlag
- 1933 : Waltz Time
- 1935 : The Lottery Lover
- 1936 : The Jungle Princess
- 1937 : Carnival in Paris
- 1937 : London by Night
- 1937 : Beg, Borrow or Steal
- 1939 : Bridal Suite
- 1940 : The Ghost Comes Home
- 1943 : Tarzan Triumphs
- 1943 : Tarzan's Desert Mystery
- 1946 : Le Secret de la madone
- 1949 : The Price of Freedom
- 1950 : The Du Pont Story
- 1960 : Letzte Fußgänger, Der
- 1960 : Sabine und die hundert Männer